# Final Fantasy
Final Fantasy (ファイナルファンタジー?, Fainaru Fantajī) è una serie di videogiochi di ruolo giapponese prodotti da Square (divenuta Square Enix nel 2003).

Il logo della serie.

Final Fantasy rappresenta uno dei più grandi marchi per il mondo del divertimento interattivo. Alcuni capitoli sono infatti considerati dalla critica dei veri e propri capolavori.
È soprattutto grazie a Final Fantasy VII (1997) che si deve la svolta della serie; questo capitolo portò infatti quello che era un gioco diffuso soprattutto in Giappone a diventare popolare in tutto il mondo. Al 2025 la serie ha venduto oltre 200 milioni di copie.

Dal 2002 Square Enix comincia a sviluppare il concetto di Polymorphic Content, che si concretizza nell'espansione di un marchio su più piattaforme (di gioco e non) grazie a tecniche di promozione commerciale. Nel caso specifico di Final Fantasy, Square ha pubblicato la cosiddetta Compilation of Final Fantasy VII, un insieme di titoli diversi legati al settimo capitolo della celebre serie.

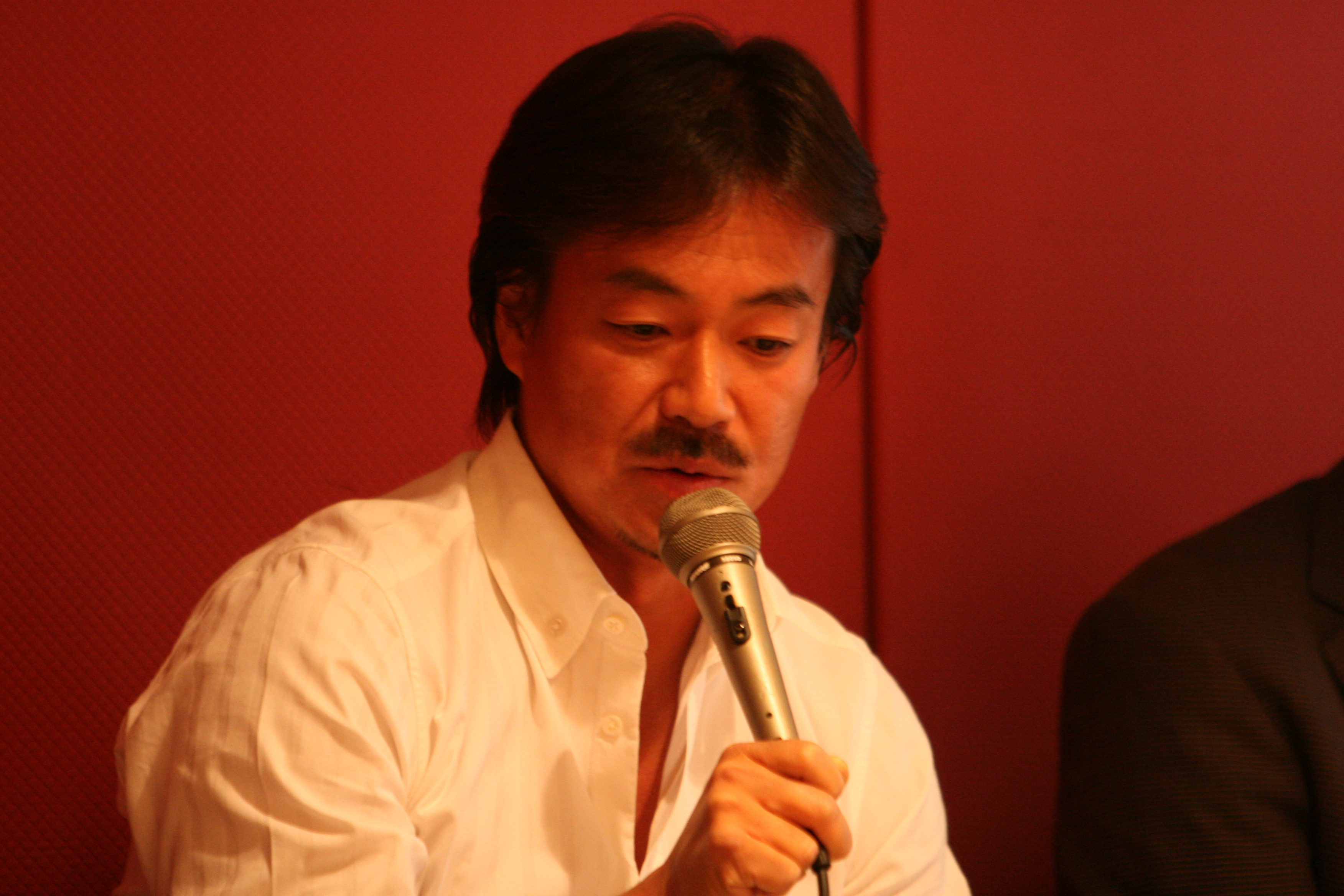
Hironobu Sakaguchi, il creatore della serie

## Significato del nome
Il nome della serie deriva dal fatto che, nel 1986, Hironobu Sakaguchi espose a Hiromichi Tanaka un'idea riguardo ad un nuovo videogioco, che avrebbe deciso di chiamare "Final Fantasy", poiché temendo che l'azienda andasse in bancarotta, questa sarebbe stata la sua ultima fantasia. Accadde però tutto il contrario: si vendettero milioni di copie e il nome, che sembrava portare fortuna, non venne mai cambiato.

## Media

### Giochi

#### Serie principale
Escludendo le raccolte, i videogiochi della serie principale di Final Fantasy sono:
- Final Fantasy (1987) per NES.
- Final Fantasy II (1988) per NES.
- Final Fantasy III (1990) per NES.
- Final Fantasy IV (1991) per SNES.
- Final Fantasy V (1992) per SNES.
- Final Fantasy VI (1994) per SNES.
- Final Fantasy VII (1997) per PS1.
  - Final Fantasy VII Remake (2020) per PS4, PS5 e Windows (Steam ed Epic Games Store).
  - Final Fantasy VII Rebirth (2024) per PS5.
- Final Fantasy VIII (1999) per PS1, Nintendo Switch, Windows (sia in versione originale che rimasterizzata).
- Final Fantasy IX (2000) per PS1 e Windows.
- Final Fantasy X (2001) per PS2.
  - Final Fantasy X/X-2 HD Remaster (2014) per PS3, PS4, PlayStation Vita, Nintendo Switch e Windows.
- Final Fantasy XI (2002) per PS2, Xbox 360 e Windows.
- Final Fantasy XII (2006) per PS2.
  - Final Fantasy XII: The Zodiac Age (2017) per PS4, Xbox One, Nintendo Switch e Windows.
- Final Fantasy XIII (2009) per PS3, Xbox 360, Windows e Mobile (iOS e Android).
- Final Fantasy XIV (2010) per PS3 e Windows. 
  - Final Fantasy XIV: A Realm Reborn (2013) per PS3, PS4, PS5, Xbox Series X e Series S e Windows.
- Final Fantasy XV (2016) per PS4, Xbox One e Windows.
- Final Fantasy XVI (2023) per PS5 e Windows.

#### International
Sono edizioni di Final Fantasy pubblicate solo in Giappone con caratteristiche leggermente diverse rispetto alla versione originale.
- Final Fantasy VII International
- Final Fantasy X International
- Final Fantasy X-2 International + Last Mission
- Final Fantasy XII Zodiac Job Sistem[5]

#### Spin-off e titoli correlati
Final Fantasy gode anche di una serie di videogiochi e altri media separati dalla saga principale:
- Seguiti diretti
  - Final Fantasy X-2
  - Final Fantasy XII: Revenant Wings
  - Final Fantasy IV: The After Years
- Compilation of Final Fantasy VII
  - Before Crisis: Final Fantasy VII
  - Crisis Core: Final Fantasy VII
  - Dirge of Cerberus: Final Fantasy VII
  - Final Fantasy VII: Snowboarding
  - Final Fantasy VII: Advent Children
- Fabula Nova Crystallis
  - Final Fantasy XIII
  - Final Fantasy XIII-2
  - Lightning Returns: Final Fantasy XIII
  - Final Fantasy Type-0
- SaGa
  - Final Fantasy Legend (in Giappone Makaitoushi SaGa)
  - Final Fantasy Legend II (in Giappone Makaitoushi SaGa II)
  - Final Fantasy Legend III (in Giappone Makaitoushi SaGa III)
- Saga Tactics
  - Final Fantasy Tactics
    - Final Fantasy Tactics: The War of the Lions

  - Final Fantasy Tactics Advance
  - Final Fantasy Tactics A2: Grimoire of the Rift
- Saga Crystal Chronicles
  - Final Fantasy Crystal Chronicles
  - Final Fantasy Crystal Chronicles - Hatenaki sora no mukou ni
  - Final Fantasy Crystal Chronicles: Ring of Fates
  - Final Fantasy Crystal Chronicles: My Life as a King
  - Final Fantasy Crystal Chronicles: The Crystal Bearers
  - Final Fantasy Crystal Chronicles: Echoes of Time
  - Final Fantasy Crystal Chronicles: My Life as a Darklord
- Dissidia Final Fantasy
  - Dissidia Final Fantasy
  - Dissidia 012 Final Fantasy
  - Dissidia Final Fantasy NT
- Theatrhythm Final Fantasy
  - Theatrhythm Final Fantasy
  - Theatrhythm Final Fantasy: Curtain Call
- Final Fantasy Origin
  - Stranger of Paradise: Final Fantasy Origin
  - Final Fantasy Origins I-II
- Altri
  - Final Fantasy: Pixel Remaster
  - Final Fantasy Explorers
  - Final Fantasy Dimensions (in Giappone Final Fantasy Legends: Hikari to Yami no Senshi)
  - Final Fantasy: Unlimited
  - Final Fantasy: Unlimited with U
  - Mystic Quest Legend (in Giappone Final Fantasy USA: Mystic Quest)
  - Final Fantasy Adventure
  - Chocobo World
  - Chocobo Racing
  - Final Fantasy: The Four Heroes of Light
  - Chocobo Crystal Tower
- Crossover
  - Ehrgeiz: God Bless the Ring
  - Dragon Quest & Final Fantasy in Itadaki Street Special
  - Dragon Quest & Final Fantasy in Itadaki Street Portable
  - Kingdom Hearts videogioco creato da Tetsuya Nomura, presenta un gran numero di personaggi di Final Fantasy, coprotagonisti della serie
- Demo tecniche
  - Final Fantasy VI: The Interactive CG Game, demo in computer grafica realizzata per dimostrare le capacità della Silicon Graphics, con alcuni personaggi di Final Fantasy VI
  - Final Fantasy VIII Tech Demo, sviluppata per testare le potenzialità grafiche della PlayStation 2
  - Final Fantasy VII Tech Demo, realizzata per dimostrare le capacità della PlayStation 3

### Altri media

#### Film e serie
La serie si è espansa nel tempo anche nel media dei film e della televisione, con la produzione di svariati anime e film in CGI.
Il primo ad essere pubblicato fu l'OAV Final Fantasy: La leggenda dei cristalli, sequel di Final Fantasy V; la storia è ambientata 200 anni nel futuro rispetto al gioco. Pubblicato in Giappone nel 1994 e negli Stati Uniti nel 1998 sotto forma di serie con quattro episodi di 30 min. Nel 2001 Square Pictures pubblicò Final Fantasy: The Spirits Within, primo film a proporre una riproduzione realistrica in CGI di esseri umani; fu considerato un flop commerciale.
Nel 2001 fu pubblicata l'anime da 25 episodi Final Fantasy: Unlimited, trasmesso in Giappone da TV Tokyo e in Nord America da ADV Films.
Nel 2005, come parte di Compilation of Final Fantasy VII, furono pubblicati Final Fantasy VII: Advent Children, un film CGI direct-to-video e Last Order: Final Fantasy VII, un OVA non canonico. Il primo fu, a differenza di The Spirits Within, un relativo successo. Last Order invece fu pubblicato in Giappone come DVD in bundle con Advent Children; raccolse buone vendite in Giappone e ricevette delle buone critiche negli ambienti occidentali.
Con la pubblicazione di Final Fantasy XV uscirono anche due tie-ins come parte di un progetto multimediale più ampio del gioco singolo. Brotherhood: Final Fantasy XV, sviluppato da A-1 Pictures, è una serie di cinque episodi da 10-20 minuti. Kingsglaive: Final Fantasy XV è un film in CGI pubblicato prima della pubblicazione del gioco, durante l'estate del 2016, e funge da prologo al gioco stesso e segue le vicende di personaggi secondari. Nel 2019, Square Enix pubblicò anche un corto su YouTube, prodotto da Satelight Inc. e chiamato Final Fantasy XV: Episode Ardyn – Prologue.
Nel 2017 fu uscì Final Fantasy XIV: Dad of Light, una miniserie tv in 8 parti rappresentanti brevi scene tratte dal gameplay di Final Fantasy XIV.

#### Libri e manga
Dalla serie sono stati sviluppati molti adattamenti letterari. Il primo fu un adattamento letterario di Final Fantasy II nel 1989, seguito da un manga di Final Fantasy III nel 1992. Ci furono poi adattamenti per Final Fantasy: The Spirits Within e un manga per lo spin-off Final Fantasy Crystal Chronicles; Final Fantasy XI fu seguito da un romanzo e un manga.
Per Final Fantasy VII furono pubblicati sette brevi storie, la cui storia si posiziona tra il videogioco e Advent Children, concentrate poi in un libro dal titolo On the Way to a Smile.
La storia di Final Fantasy: Unlimited continuò in modo parziale sotto forma di storie e manga.
Le serie di Final Fantasy X  e Final Fantasy XIII furono accompagnate da racconti e colonne sonore. Un sequel di Final Fantasy Tactics Advance fu adattato sotto forma di radiodramma.

#### Gioco di carte
Nel 2012 fu pubblicato in Giappone, seguito dal 2016 con una versione inglese, un gioco di carte collezionabili chiamato Final Fantasy Trading Card Game, prodotto da Square Enix e Hobby Japan. Il gioco è stato comparato a Magic: l'Adunanza ed è stato creato anche un torneo a tema.

#### Altro
Altro merchandise relativo alla serie comprende: figurine, giocattoli, vestiti, accessori, album musicali, anime e guide strategiche.

## Elementi ricorrenti
Nonostante la natura antologica della serie – ogni capitolo è indipendente dagli altri – alcuni elementi del gameplay ricorrono con frequenza all'interno della serie. La maggior parte condivide ambientazioni di natura fantasy o scientifica e molti nomi e toponimi si ispirano a mitologia, lingue e storie da tutto il mondo. Per esempio sono spesso incluse armi come Excalibur e la Masamune – derivate dalla leggenda bretone di Excalibur o la giapponese Masamune – così come gli incantesimi Sacro, Meteora e Ultima.
A partire da Final Fantasy IV la serie adottò il logo corrente con uno stile omogeneo caratterizzato da stessa famiglia di caratteri e un emblema simbolo legato alla storia del gioco, disegnato dall'artista giapponese Yoshitaka Amano.

### Intreccio e temi
La storia base della maggior parte dei Final Fantasy ruota attorno a un gruppo di personaggi di fronte alla necessità di combattere un malvagio, spesso antico, antagonista che domina sul mondo di gioco. Presenti a volta Nazioni in ribellione, con il protagonista coinvolto in questi stessi. Un tema presente frequentemente è quello del "doppio antagonista": il male principale non è sempre quello che sembra e il personaggio deve combattere contro un antagonista che si scopre poi essere sottomesso a un'entità dietro le quinte – l'antagonista introdotto all'inizio del gioco non è sempre il nemico finale.
La serie enfatizza frequentemente temi profondi come passioni, tragedie personali, lotte personali e psicologiche. I giochi poi esplorano ovviamente anche i rapporti interpersonali dei personaggi, dai rapporti amorosi alle rivalità. Situazioni ricorrenti, che guidano anche la narrazione, sono amnesie, un eroe corrotto dal male e identità errate. Sfere magiche e cristalli sono oggetto ricorrenti e spesso legati agli intrecci della storia; i cristalli in particolare spesso occupano un ruolo centrale come oggetti legati alla creazione del mondo, tanto da guidare i conflitti della storia.
Altri elementi ricorrenti sono: l'ipotesi Gaia, l'Apocalisse e il conflitto tra tecnologia e natura.

### Personaggi
Nella serie ricorrono personaggi archetipi numerosi. Sin da Final Fantasy II, compresi i remake, includono un personaggio di nome Cid (シド, Shido). Il personaggio di Cid, per ruolo nel gioco (alleato non giocabile, membro del team o avversario), personalità e obiettivi, varia considerevolmente tra i vari capitoli, ma due elementi sono sempre comuni: l'essere uno scienziato o un ingegnere e l'essere sempre legato in qualche modo a un'aeronave che il team di gioco acquisisce nella storia.
Biggs e Wedge, i cui nomi sono ispirati agli omonimi della serie Star Wars, appaiono in molti giochi da Final Fantasy V in poi, spesso come spalle comiche. Molti personaggi maschili inoltre sono caratterizzati, come tratto comune, dall'avere caratteristiche di effeminatezza. Sono presenti poi, quasi in tutti i giochi, creature dalle caratteristiche comuni come i Chocobo, i Moguri e i Kyactus.
- Il Chocobo (チョコボ?, chokobo), un volatile giallo – o altri colori – simile al Galliformes, si possono spesso usare come cavalcatura o per trovare tesori.
- I Moguri (モーグリ, mōguri), piccoli esserini fatati, dalle fattezze feline ma con ali da pipistrello e uno sgargiante pon-pon rosso (o viola) sulla testa, vengono presentati per il salvataggio di gioco (Final Fantasy IX) o come veri e propri membri della squadra (Final Fantasy VI). Appaiono per la prima volta in Final Fantasy III.
- i Kyactus (サボテンダー, sabotendā, lett. cactender, dall'inglese cactus e pretender) sono dei cactus antropomorfi con volti simili a Haniwa e sempre in posa. Appaiono spesso come nemici ma anche come alleati evocabili o alleati non giocabili.

### Gameplay
Il gameplay di base prevede che il giocatore comandi un party di personaggi che progredendo nella storia esplora il mondo di gioco e sconfiggere nemici vari. I nemici si incontrano casualmente durante l'esplorazione – un trend parzialmente cambiato in Final Fantasy XI e XII. I comandi di battaglia, come "Attacca", "Magia" e "Oggetti", sono scelti da un'interfaccia a menù.

#### Sistema di combattimento
Il sistema di combattimento è cambiato nel corso dello sviluppo della serie: prima di Final Fantasy XI, le battaglie erano di tipo turnistico, con protagonista e antagonisti a fronteggiarsi sul campo di battaglia. Final Fantasy IV introdusse il sistema ATB (Active Time Battle) che sviluppò il sistema "a turni" attraverso un contatore a tempo nascosto, sviluppato da Hiroyuki Itō e atto a dinamizzare la staticità dei turni (ogni personaggio in battaglia è dotato di una barra al cui riempimento è possibile scegliere le sue azioni). Con Final Fantasy X fu introdotto il CTB (Conditional Turn-Based); Con questo sistema si tornò al vecchio sistema a turni. Final Fantasy XI adottò un sistema di battaglia in tempo reale, proposto anche in Final Fantasy XII come ADB (Active Dimension Battle). Il sistema di combattimento di Final Fantasy XIII, disegnato dallo stesso sviluppatore del CTB di Final Fantasy X, emulava le battaglie di Final Fantasy VII: Advent Children, per dare al giocatore una sensazione più "action". Con Final Fantasy XV fu introdotto il sistema OCB (Open Combat System), con uno scenario di battaglia completamente aperto e attivo e comandi e movimenti in tempo reale; l'OCB tuttavia incorpora anche una opzione "tattica", che mette in pausa la battaglia durante la scelta degli oggetti.

#### Sviluppo personaggio
Com'è tipico nei giochi RPG, Final Fantasy utilizza un sistema di sviluppo del personaggio basato sui punti esperienza, accumulati sconfiggendo nemici e boss. Altro tema ricorrente e presente sin dal primo titolo è la divisione, più o meno netta, dei personaggi in classi o lavori specifici, che attivano abilità speciali e specifiche per il personaggio. In alcuni titolo la divisione più netta obbliga il personaggio a sviluppare una specifica classe e a rimanervi per tutto il gioco; in altri il sistema è più libero e il personaggio può sviluppare più classi, cambiandole anche più volte durante il gioco.
Nel tempo tuttavia, il sistema è diventato più permissivo. Nonostante la presenza di archetipi ben definiti, tutti i personaggi possono sviluppare abilità fuori dalla propria classe di appartenenza.

#### Magie ed evocazioni
Elemento tipico della serie, non solo nella sua presenza ma nella sua logica di sviluppo. Generalmente infatti la magia viene divisa in classi, organizzate da colori: la Magia Bianca si concentra su magie che assistono i compagni; la Magia Nera si concentra su magie di attacco da usare contro i nemici; la Magia Rossa è una combinazione tra le due classi citate; la Magia Blu è usata per copiare gli attacchi dei nemici, la Magia Verde si focalizza sull'applicare particolare effetti e status tanto ai compagni quanto ai nemici – come l'avvelenamento, la lentezza, e altri effetti. Un altro tipo apparso nella serie è la Magia del Tempo, focalizzata sui temi del tempo, dello spazio e la gravità.
Di particolare importanza, spesso per la trama stessa come in Final Fantasy IX, è la Magia evocativa, focalizzata sull'invocare leggendarie creature per avere un aiuto in battaglia, spesso ispirate alla mitologia mondiale e a culture da tutto il mondo. Le creature hanno assunto nel corso del tempo varie denominazioni – Esper, Avatar, Alterazioni, Guardian Force, Eidolons, Totema, Eoni, Summon – ma molte invocazioni sono state riproposte molte volte, per esempio la divinità del ghiaccio Shiva o la divinità del fuoco Ifrit.

#### Altri elementi
- Il bestiario invariato anche negli spin-off, diverso solo nello stile grafico a seconda del tono del gioco.
- I temi musicali, come la fanfara di fine battaglia o il preludio.
- Il Gil (o Guil), la moneta del mondo di gioco.
- I mezzi di trasporto all'interno del mondo di gioco, spesso una aeronave usata per i viaggio lunghi o i Chocobo per brevi distanze.

## Luminous Engine
Nel corso di un evento sulla computer grafica svolto in Giappone, Square Enix ha pubblicato una nuova versione della demo tecnologica chiamata Final Fantasy Agni's Philosophy, che mostra il nuovo avveniristico motore grafico Luminous Engine, indirizzato alla prossima generazione di videogiochi. A differenza della prima versione, la nuova demo è interattiva ed è reperibile a questo indirizzo. Come risulta dalla demo, adesso è possibile interagire con le inquadrature e muovere la telecamera liberamente.
Queste demo tecnologiche sono compatibili esclusivamente con PC. Il progetto sulla nuova tecnologia è curato da un nuovo studio chiamato Luminous, diretto da Yoshihisa Hashimoto, Akira Iwata e Takeshi Nozue.

## Accoglienza
| Recensioni         | Recensioni                                           | Recensioni                 |
| Gioco              | GameRankings                                         | Metacritic                 |
| ------------------ | ---------------------------------------------------- | -------------------------- |
| Final Fantasy      | 79,00% (NES) 77,12% (iOS) 67.93% (PSP)               | 74 (iOS) 67 (PSP)          |
| Final Fantasy II   | 74.71% (iOS) 64.69% (PSP)                            | 73 (iOS) 63 (PSP)          |
| Final Fantasy III  | 78.57% (iOS) 77.83% (NDS) 67.00% (PC)                | 80 (iOS) 77 (NDS) 68 (PC)  |
| Final Fantasy IV   | 87.04% (SNES) 86.67% (iOS) 85.00% (NDS) 83.33% (GBA) | 89 (iOS) 85 (NDS) 85 (GBA) |
| Final Fantasy V    | 85.00% (iOS) 82.45% (GBA)                            | 85 (iOS) 83 (GBA)          |
| Final Fantasy VI   | 94% (SNES) 97% (PSX) 92.14% (iOS) 91.02% (GBA)       | 92 (GBA) 91 (iOS)          |
| Final Fantasy VII  | 92.35% (PSX) 86.30% (PC)                             | 92 (PSX)                   |
| Final Fantasy VIII | 89.42% (PSX) 79.50% (PC)                             | 90 (PSX)                   |
| Final Fantasy IX   | 92.72% (PSX)                                         | 94 (PSX)                   |
| Final Fantasy X    | 91.73% (PS2)                                         | 92 (PS2)                   |
| Final Fantasy XI   | 85.04% (PS2) 82.11% (PC) 69.33% (X360)               | 85 (PS2) 85 (PC) 66 (X360) |
| Final Fantasy XII  | 90.77% (PS2)                                         | 92 (PS2)                   |
| Final Fantasy XIII | 84.15% (PS3) 81.68% (X360) 49.00% (PC)               | 83 (PS3) 82 (X360) 65 (PC) |
| Final Fantasy XIV  | 50.27% (PC)                                          | 49 (PC)                    |
| Final Fantasy XV   | 81.48% (PS4) 85.94% (XONE)                           | 81 (PS4) 82 (XONE)         |

Nel complesso, la serie di Final Fantasy è stata acclamata dalla critica, anche se alcuni titoli hanno ricevuto giudizi e valutazioni negative. L'intera serie ha venduto più di 100 milioni di copie, facendola diventare una delle più famose nel panorama dei videogiochi.
Numerosi capitoli della serie hanno ottenuto dei veri e propri primati di vendita. Alla fine del 2007, Final Fantasy VII, Final Fantasy VIII e Final Fantasy X rientravano nella cerchia dei giochi di ruolo più venduti in assoluto. Dopo due giorni dalla pubblicazione di Final Fantasy VIII in Nord America, il 9 settembre 1999, divenne subito il videogioco più venduto negli Stati Uniti, una posizione che tenne per più di tre settimane.
Vari siti web e riviste hanno lodato soprattutto l'elevata qualità grafica e sonora della serie. Nel 2006 ottenne una stella nella Walk of Game. Nello stesso anno, il sito web GameFAQs la nominò la miglior serie videoludica, insieme a The Legend of Zelda.
Alcuni titoli della serie sono stati inseriti in classifiche dei migliori videogiochi di tutti i tempi. Nella classifica di IGN delle 25 migliori serie videoludiche, Final Fantasy raggiunse la terza posizione, lodando specialmente Final Fantasy VI e Final Fantasy X.
Tuttavia, la serie ha ricevuto anche alcune critiche negative. IGN non ha apprezzato il sistema di menu utilizzato nella maggior parte dei giochi di Final Fantasy, ritenendolo una delle ragioni per cui la serie non subirà mai dei veri e propri cambiamenti. Il sito ha anche criticato l'utilizzo degli incontri casuali, notando la loro inutilità nelle fasi più avanzate di gioco. IGN afferma in seguito che «i vari tentativi di portare la serie nel mondo dell'animazione e del cinema si sono rivelati insignificanti, se non disastrosi».
Alcuni titoli della serie hanno ottenuto maggiore attenzione rispetto ad altri, come Final Fantasy VI, Final Fantasy VII e Final Fantasy X. Nonostante l'enorme successo del settimo capitolo, la critica l'ha definito un gioco sopravvalutato. Final Fantasy XIV, Dirge of Cerberus: Final Fantasy VII e Final Fantasy All the Bravest hanno ricevuto le valutazioni più basse da parte di siti e riviste, mentre Final Fantasy VI, Final Fantasy VII e Final Fantasy IX le più elevate.

### Personaggi celebri
Alcuni personaggi della serie sono stati lodati e apprezzati particolarmente da vari siti web e riviste, venendo addirittura definiti delle vere e proprie icone nel panorama dei giochi di ruolo. I personaggi più amati dai fan e dalla critica sono i seguenti:
- Cid, i Chocobo e i Moguri (numerosi titoli della serie)[120]
- Cecil Harvey (Final Fantasy IV)[120][122][123]
- Rydia (Final Fantasy IV)[120]
- Cain Highwind (Final Fantasy IV)[124]
- Terra Branford (Final Fantasy VI)[125][126][127]
- Celes Chere (Final Fantasy VI)[128][129][130]
- Locke Cole (Final Fantasy VI)[130][131]
- Shadow (Final Fantasy VI)[130][132][133]
- Kefka Palazzo (Final Fantasy VI)[123][134][135][136][137][138]
- Cloud Strife (Final Fantasy VII)[123][125][139]
- Sephiroth (Final Fantasy VII)[123][134][135][140]
- Squall Leonhart (Final Fantasy VIII)[121][141]
- Gidan Tribal (Final Fantasy IX)[122][134]
- Vivi Orunitia (Final Fantasy IX)[121][134][142][143]
- Kuja (Final Fantasy IX)[134][144]
- Tidus (Final Fantasy X)[125][141]
- Yuna (Final Fantasy X)[123][125][145][146]
- Auron (Final Fantasy X)[123][125][134][137]
- Balthier (Final Fantasy XII)[134][147]
- Lightning (Final Fantasy XIII)[121][148]
- Noctis (Final Fantasy XV)[121][134][149]
- Ardyn Izunia (Final Fantasy XV)[149]

In particolare, il cast di Final Fantasy VI è considerato il migliore della serie, e uno dei più grandi della storia dei videogiochi. È inoltre il più vasto, essendo composto da ben 14 personaggi giocabili permanenti, e 5 temporanei.

## Localizzazione
La serie di Final Fantasy gode di un grande successo in Italia, e numerosi capitoli sono stati tradotti ufficialmente in lingua italiana.
Final Fantasy XVI è il primo gioco della serie avente il doppiaggio italiano.
I capitoli della serie principale che includono una traduzione ufficiale sono i seguenti:
- Final Fantasy VIII (1999)
- Final Fantasy IX (2000).
- Final Fantasy X (2001).
- Final Fantasy X-2 (2003).
- Final Fantasy Tactics Advance (2003).
- La saga di Final Fantasy Crystal Chronicles (2003-2010).
- Final Fantasy I & II: Dawn of Souls (2004).
- Final Fantasy IV Advance (2005).
- Final Fantasy V Advance (2006).
- Final Fantasy VI Advance (2006).
- Final Fantasy XII (2006).
- Dirge of Cerberus: Final Fantasy VII (2006).
- Crisis Core: Final Fantasy VII (2007).
- Final Fantasy XII: Revenant Wings (2007).
- Dissidia Final Fantasy (2008).
- Final Fantasy XIII (2009).
- Dissidia 012 Final Fantasy (2011).
- Final Fantasy XIII-2 (2011).
- Lightning Returns: Final Fantasy XIII (2013).
- Final Fantasy XV (2016).
- Final Fantasy VII Remake (2020).
- Final Fantasy Pixel Remaster (2023).
- Final Fantasy XVI (2023).